# Megachile canariensis
Megachile canariensis là một loài Hymenoptera trong họ Megachilidae. Loài này được Pérez mô tả khoa học năm 1902.

## Hình ảnh

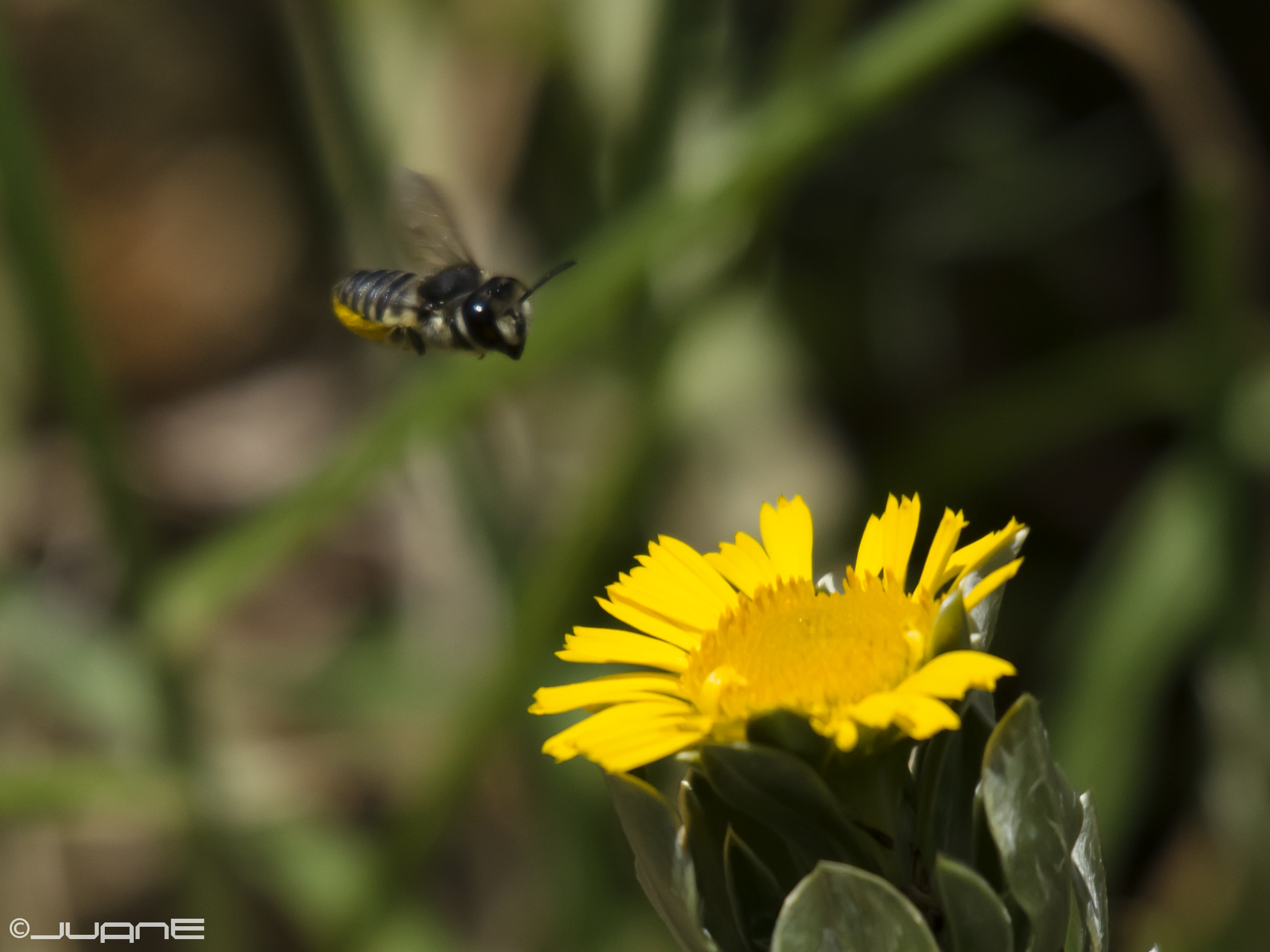